# Olivier Guespin
 (octobre 2018).
Si vous disposez d'ouvrages ou d'articles de référence ou si vous connaissez des sites web de qualité traitant du thème abordé ici, merci de compléter l'article en donnant les références utiles à sa vérifiabilité et en les liant à la section « Notes et références ».
Olivier Guespin est un photographe et journaliste français né le 15 avril 1965 à Neuilly-sur-Seine.

## Enfance et formation
Il est le fils de Jean-Jacques Guespin (publicitaire) et de Geneviève Guillery (ex-mannequin). Il est :
- du côté paternel, le demi-frère de Pierre (1955) et Laurent Malet (1955), et de Lison Guespin et de Charlotte Guespin, et
- du côté maternel, le demi-frère d'Emmanuelle Béart (1963), d'Ivan Cerieix, de Mikis Cerieix (1975) et de Sarah Cerieix.

## Carrière
Il commence sa carrière professionnelle de photographe en Polynésie française au journal Les Nouvelles de Tahiti, avant de rentrer en France en 1990. Il travaille de nombreuses années en collaboration avec L'UNICEF et publie en 2004 un livre humanitaire au profit de l'UNICEF : Sous nos yeux, recueil d'images, réalisé avec sa demi-sœur Emmanuelle Béart.
Ex-journaliste animateur sur Direct 8, il crée en 2006 l'émission Photomag consacrée à la photo et aux photographes.